# 長野県道23号松本停車場線
長野県道23号松本停車場線（ながのけんどう23ごう まつもとていしゃじょうせん）は、長野県松本市を通る県道（主要地方道）である。

## 概要
JR篠ノ井線の松本駅前交差点から深志二丁目交差点へ至るが、国道143号と全線重複するため実延長0 kmで単独区間がない県道である。松本駅前からあがたの森公園までは「駅前通り」、「マルシェ通り」、「あがたの森通り」と通称され、その一部となっている。
片側二車線（東端150mは片側1車線）で、全長1.6 km。両脇には街路樹が植えられ、歩行者と自転車を分離した自転車通行が可能な歩道を備える。自転車通路を放置自転車によって占有されているため、一部区域を自転車整理区域指定し、定期的な撤去を行い、歩道の確保を図っている。
かつては松本駅前から路面電車が走っていた（詳細は松本電気鉄道浅間線参照）ため、古くからの住民の間では「電車通り」という通称も残る。
西（松本駅）から、まつもと市民芸術館、松本市美術館を経由し、あがたの森公園へ至る。沿道には、コンビニ等を含め各種商店が並び、松本駅前の顔として賑わいをみせている。また、以前は美ヶ原の王ヶ鼻が通りの正面に望めたが、現在は高い建物が増えたためわずかに顔を出す程度しか望めない。

### 路線データ
- 路線認定[1]
  - 起点：松本停車場
  - 終点：松本市本町
  - 重要な経過地：なし
- 道路の区域[2]

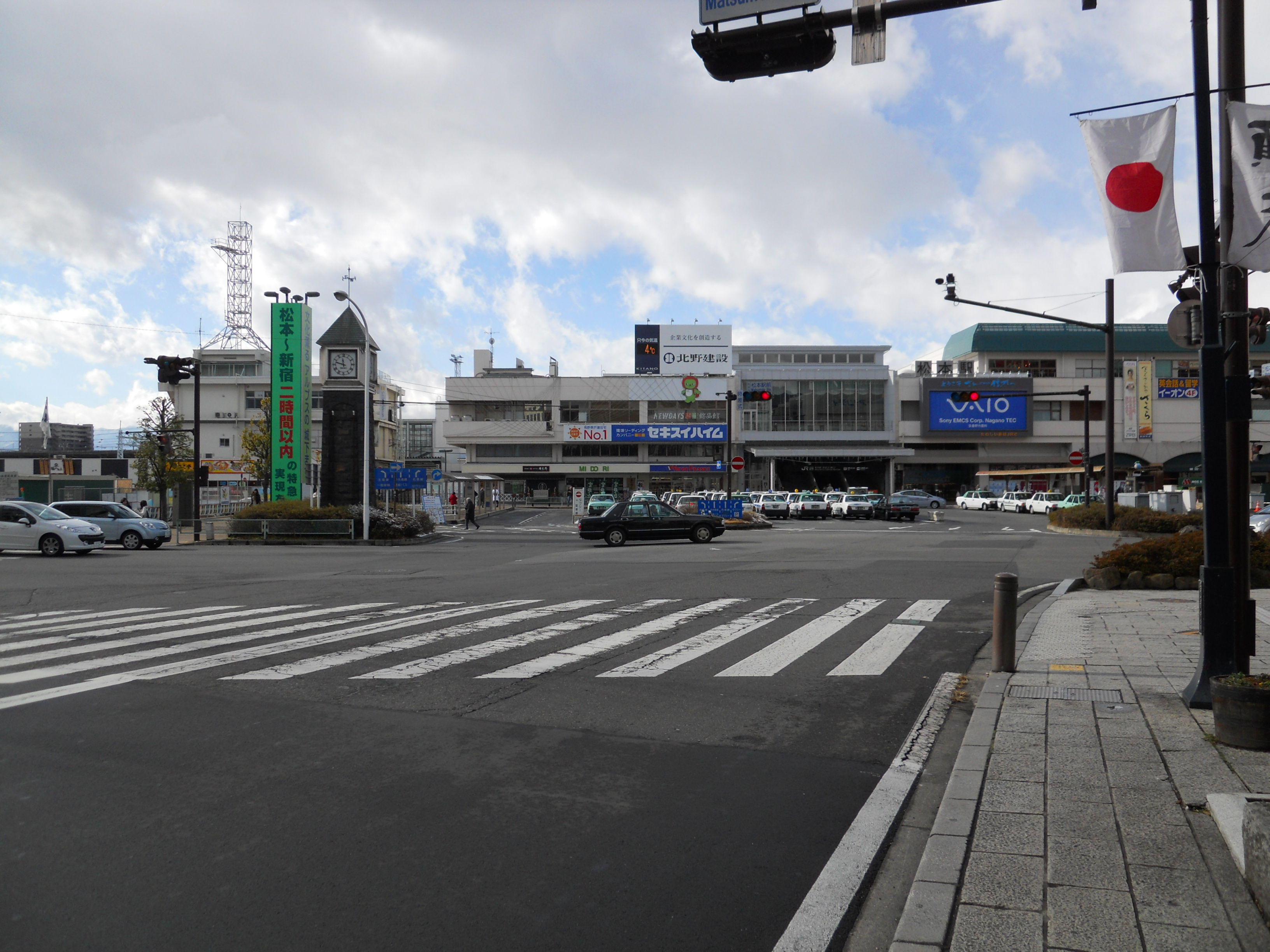
松本駅

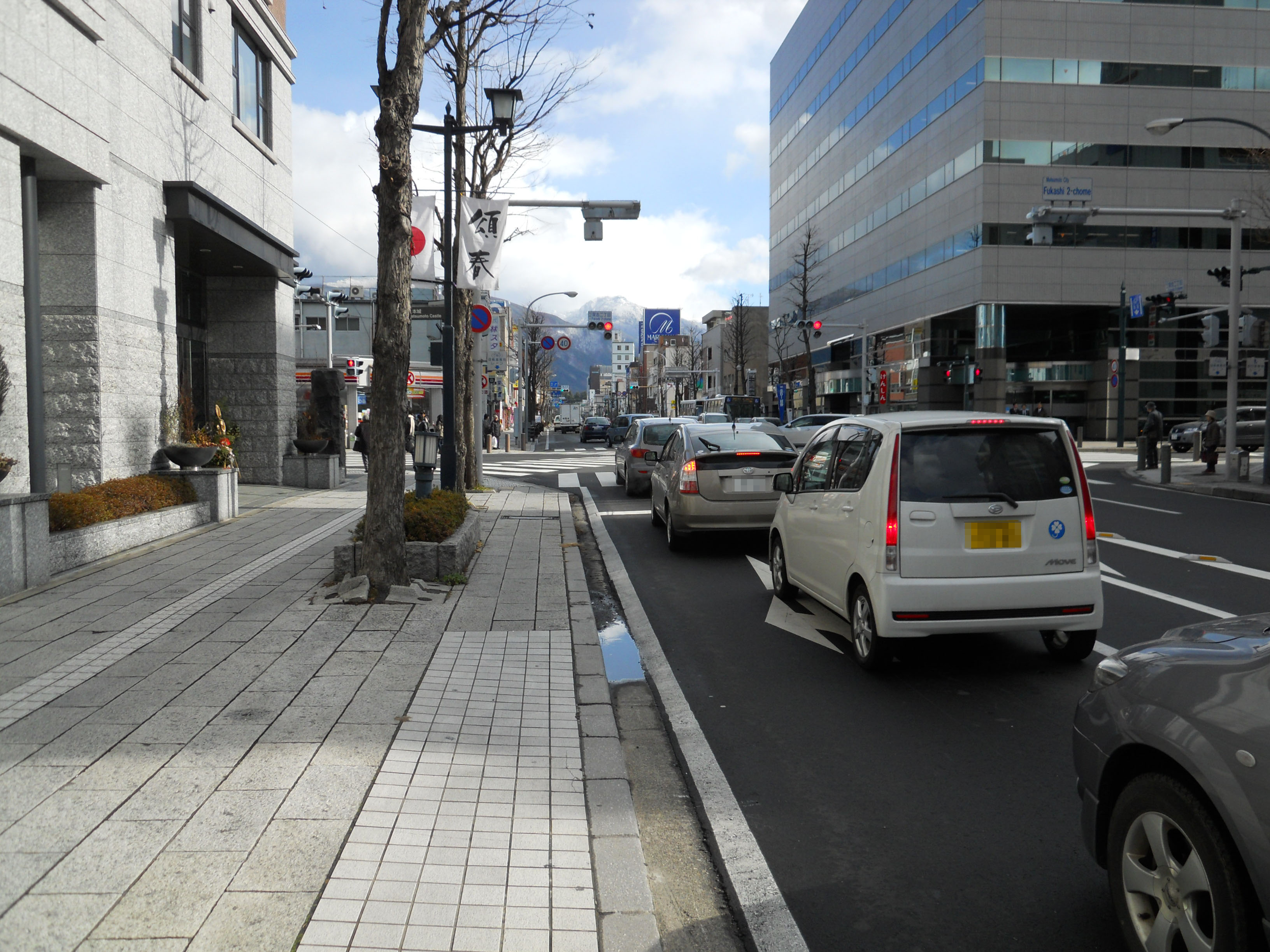
深志二丁目交差点（終点）

  - 起点：松本市中央1丁目530番地先（松本駅、松本駅前交差点、国道143号重複）
  - 終点：松本市南深志48番の15地先（深志二丁目交差点、国道143号重複・長野県道63号松本塩尻線交点）
  - 実延長：0.0 m

## 歴史
- 1920年（大正9年）4月1日：府県道松本停車場線の認定（松本市-松本停車場間）[3]。
- 1954年（昭和29年）1月20日：松本停車場線の一部を主要地方道に指定[4]。
- 1955年（昭和30年）2月3日：松本停車場を終点から起点へと変更[1]。
- 1993年（平成5年）5月11日 - 建設省から、県道松本停車場線が松本停車場線として主要地方道に再指定される[5]。

## 路線状況

### 重複区間
- 国道143号・長野県道295号平田新橋線（松本市深志・松本駅前交差点 - 深志二丁目交差点）

## 地理

### 通過する自治体
- 松本市

### 交差する道路

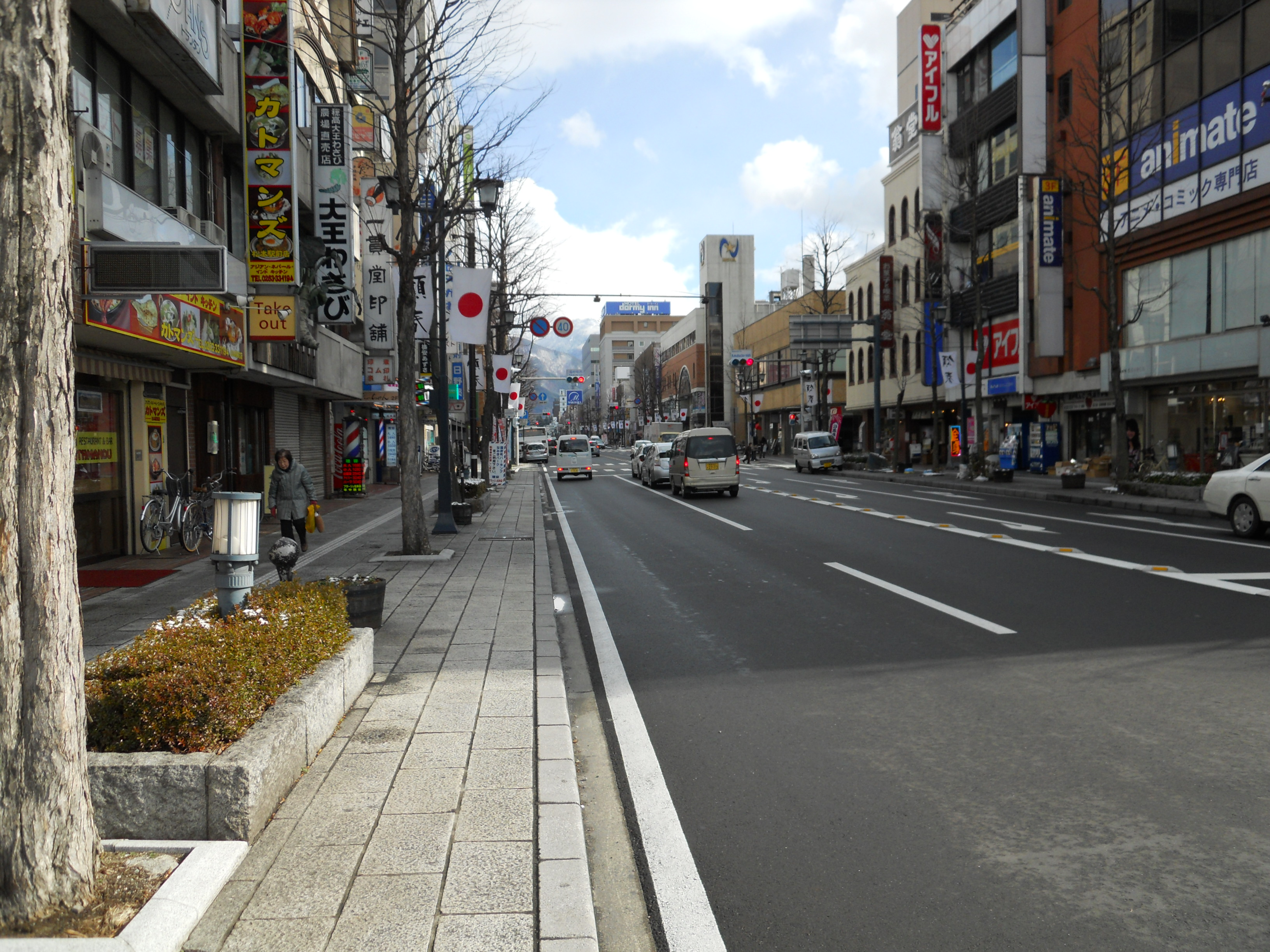
松本駅前交差点付近

- 国道143号（長野県道295号平田新橋線 重複）（松本市深志・松本駅前交差点、起点）
- しらかば大通り（松本駅前交差点）
- 本町通り（深志二丁目交差点）
- やまびこ国体道路
- 国道143号（長野県道63号松本塩尻線 重複）・長野県道295号平田新橋線（松本市深志・深志二丁目交差点、終点）

### 沿線にある施設など
- 深志神社
- 全久院
- 松本市民芸術館
- 松本市美術館
- 東京電力 松本電力所
- 中部電力パワーグリッド 松本営業所
- 松本秀峰中等教育学校
- あがたの森公園